# Philippe Berrod
Pour les articles homonymes, voir Berrod.
Philippe Berrod, né en 1965 à Annecy, est un clarinettiste français.

## Biographie
Philippe Berrod se forme auprès de Guy Deplus au Conservatoire national supérieur de musique de Paris où il obtient un premier prix à l’unanimité en 1987.
Il devient soliste successivement à l’Orchestre de Bretagne, puis à l’Orchestre Philharmonique de Radio France, puis à l'Orchestre de Paris depuis 1995.
Invité comme soliste par de nombreux orchestres, il se produit aussi en musique de chambre aux côtés de très nombreux interprètes.
Il collabore avec de nombreux compositeurs et avec les ensembles Alternance ou le Sirba octet avec lesquels il concrétise son goût pour les sentiers non balisés de la musique vivante.
Il collabore avec l'Institut de recherche et coordination acoustique/musique dans le Dialogue de l’ombre double, œuvre de Pierre Boulez pour clarinette et dispositif électroacoustique, au Brésil, en Argentine, au Konzerthaus de Berlin pour l'anniversaire Boulez, au centre Pompidou, au Festival Agora, en Pologne et aux USA (Los Angeles, 2011).
Philippe Berrod a travaillé avec des compositeurs célèbres tels Olivier Messiaen, Pierre Boulez, Luciano Berio, Krzysztof Penderecki, Edison Denisov, Pascal Dusapin, Philippe Manoury, Marc-André Dalbavie, Nicolas Bacri.
Il joue en première création les œuvres pour clarinette des compositeurs Bruno Mantovani (Bug...), Olivier Greif, Alexandro Solbiati, Philippe Hersant, Luis Naón, Gualtiero Dazzi, Kasper Toeplitz, Laurent Cuniot...
Philippe Berrod est depuis 2010 conseiller artistique auprès de la manufacture française d'instruments à vent Henri Selmer-Paris.

## Distinctions
Philippe Berrod est lauréat de nombreux concours internationaux (Paris, Vierzon, Reims, Trapani, Prague, Fondation Menuhin) et reçoit des prix (Prix du Ministère de la Culture, Prix Sacem).

## Enseignement
Il enseigne la clarinette du Conservatoire national supérieur de musique et de danse de Paris depuis 2011.
Il est invité à donner de nombreuses master-classes en France et à l'étranger (Festival Pablo Casals de Prades, Académie Internationale de Nancy, Portugal, Espagne, Finlande, Danemark, Russie, Chine, Japon, Corée, Amérique Latine, USA...)

## Discographie
- Villa Médicis '88 (Salabert, 1986)
- Musiques d'Europe pour clarinette et piano (Tassin, 1994)
- L'Étrange (Cezame – CEZ 4015, 1998)
- Strawa no sertão (ECM records, 2001)
- Improvisations de Jean-François Zygel (Naïve , 2006)
- Caprice (Saphir productions, 2008)
- Philippe Berrod a réalisé de nombreux enregistrements récompensés par la critique notamment pour les coffrets Les vents français en 2009 parus chez Sony Classical – Indésens.
- Chez Indésens Records, il a enregistré l'album Art of Clarinet, ainsi que les intégrales de musique de chambre avec vents de Saint-Säens et de Poulenc unanimement récompensées par la presse : 4 clés Télérama, Choc Classica, Diapason, Clé de l'année Resmusica, nomination aux victoires de la Musique en 2011.
- Pour le label Cristal Records, il réalise un projet ambitieux sur plusieurs années : 3 CD- Rom pédagogiques (Musik'it) avec pas moins de 210 pièces en compagnie du pianiste Nicolas Dessenne.
- Sous le même label, il a enregistré 3 CD autour de la clarinette, le 1er de cette collection Clarinet Latino (sorti en avril 2011) a été immédiatement plébiscité par les médias ainsi que par les journalistes Frédéric Lodéon et Lionel Esparza (Radio France) et Christian Morin (Radio Classique).
- Clarinet Classica (Cristal Publishing, 2013)